# A Billboard 200 listavezetői 2019-ben

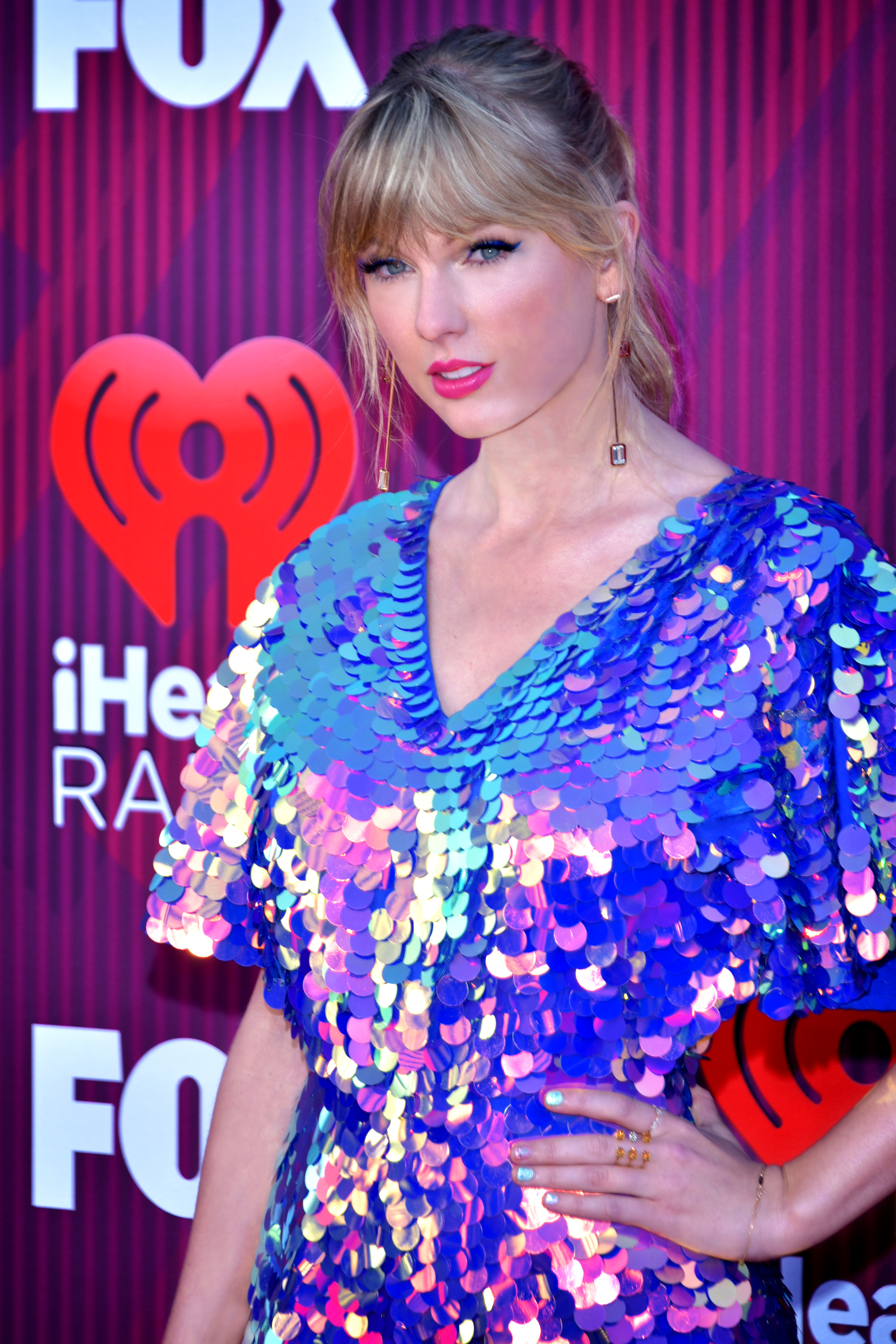
Taylor Swift hetedik stúdióalbumából, a Loverből adták el a legtöbb példányt az évben.

Az alábbi lista az Egyesült Államokban 2019-ben első helyezett albumokat sorolja fel. A legjobban teljesítő albumokat és középlemezeket a Billboard 200 listán gyűjtik össze és a Billboard magazin adja ki. Az adatokat a Nielsen SoundScan gyűjti össze, albummal egyenértékű egységet használva, amely figyelembe veszi az eladott albumokat, az eladott dalokat és streaminget. Egy eladott album, tíz eladott dal az albumról, illetve 1250 streaming szolgáltatáson lejátszott dal számít egy egységnek.
Több előadó is ebben az évben szerezte meg első listavezető albumát: 21 Savage, A Boogie wit da Hoodie, Hozier, Juice Wrld (amely az utolsó lemeze volt decemberi halála előtt), Nav, Billie Eilish, Khalid, Tyler, the Creator, The Raconteurs, Young Thug, Luke Combs, DaBaby, SuperM, YoungBoy Never Broke Again, Trippie Redd és Roddy Ricch.
Ezek mellett több előadó is visszatért a lista élére, akiknek ez évekig nem sikerült: a Tool metál-együttes 13 év után tudott először listavezető albumot szerezni, a Jonas Brothers tíz év után (mindkét előadónak ez sorozatban harmadik első helyezett lemeze volt), a Backstreet Boys 19 év után és Céline Dion 17 év után. Billie Eilish debütáló stúdióalbuma, a When We All Fall Asleep, Where Do We Go? volt 2019 legjobban teljesítő albuma, míg Taylor Swift hetedik stúdióalbumából, a Loverből kelt el a legtöbb példány (több, mint egy millió) és ugyanennek az albumnak volt a legjobb eladási hete, 867 ezer példánnyal.

## Lista

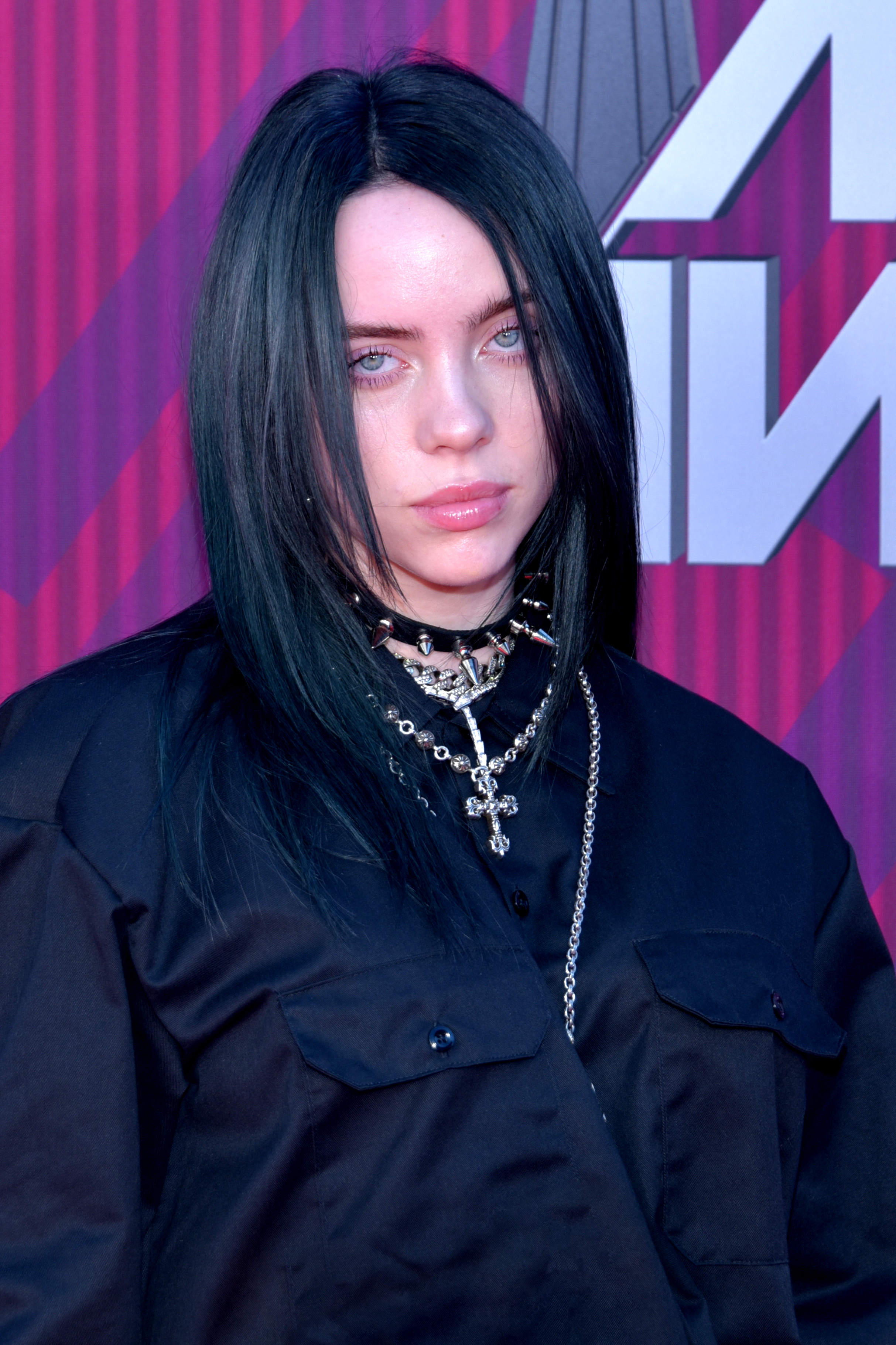
Billie Eilish debütáló albuma, a When We All Fall Asleep, Where Do We Go? 2019 legjobban teljesítő lemeze volt. Eilish lett az első előadó, aki a 21. században született és listavezető albumot szerzett.

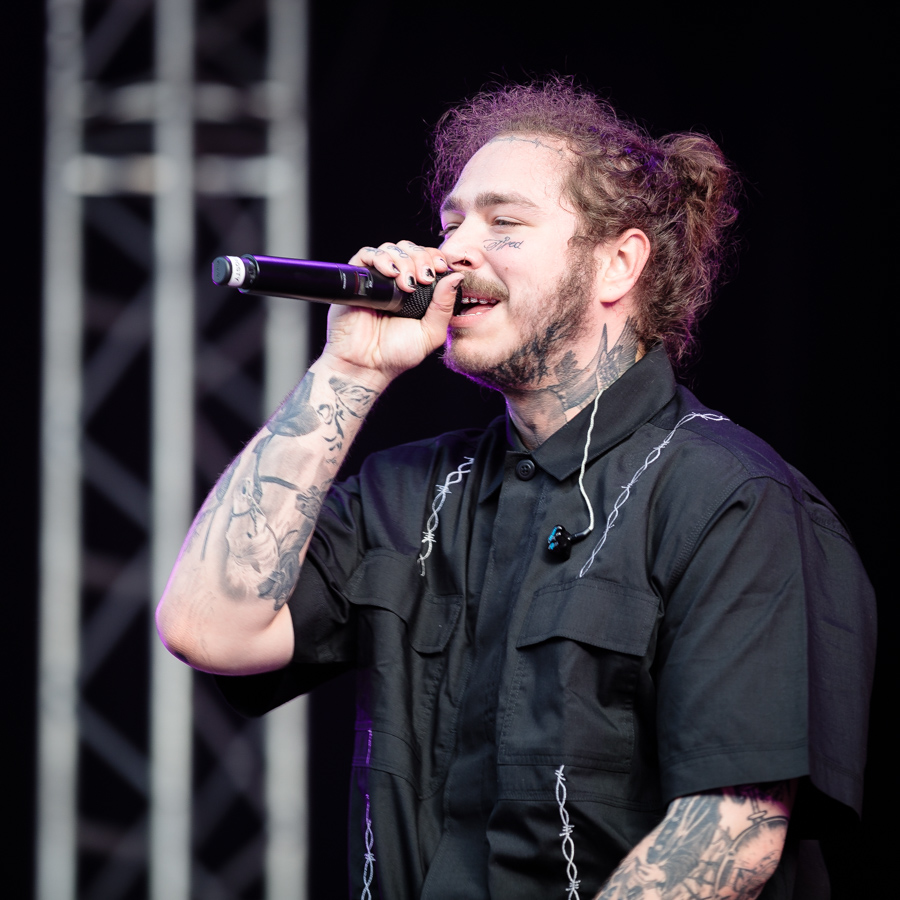
Post Malone Hollywood’s Bleeding lemeze volt a legtöbb ideig listavezető album az évben. Sorozatban öt hetet töltött a lista élén.

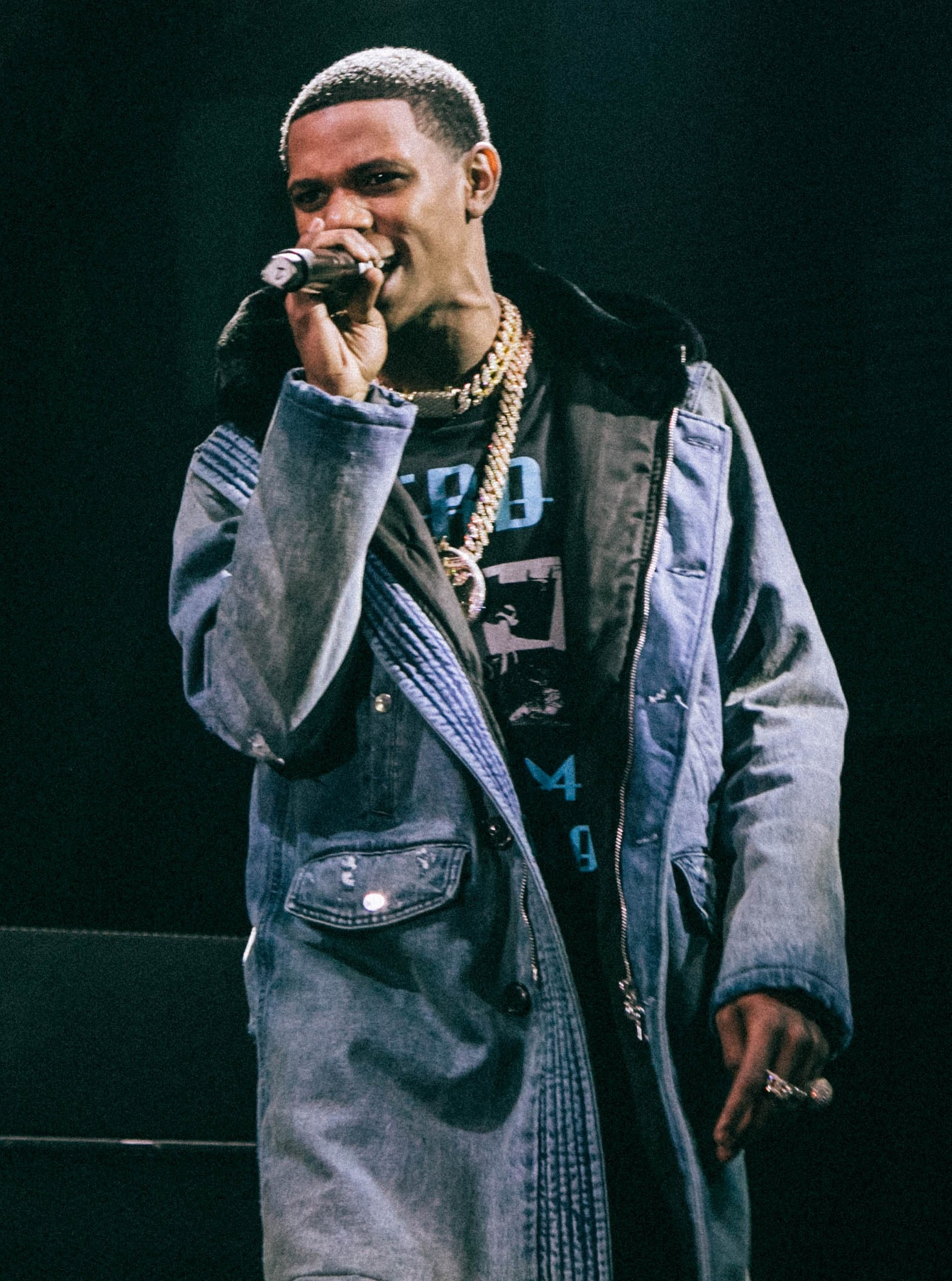
A Boogie Wit da Hoodie Hoodie SZN lemeze három hétig volt első helyezett.

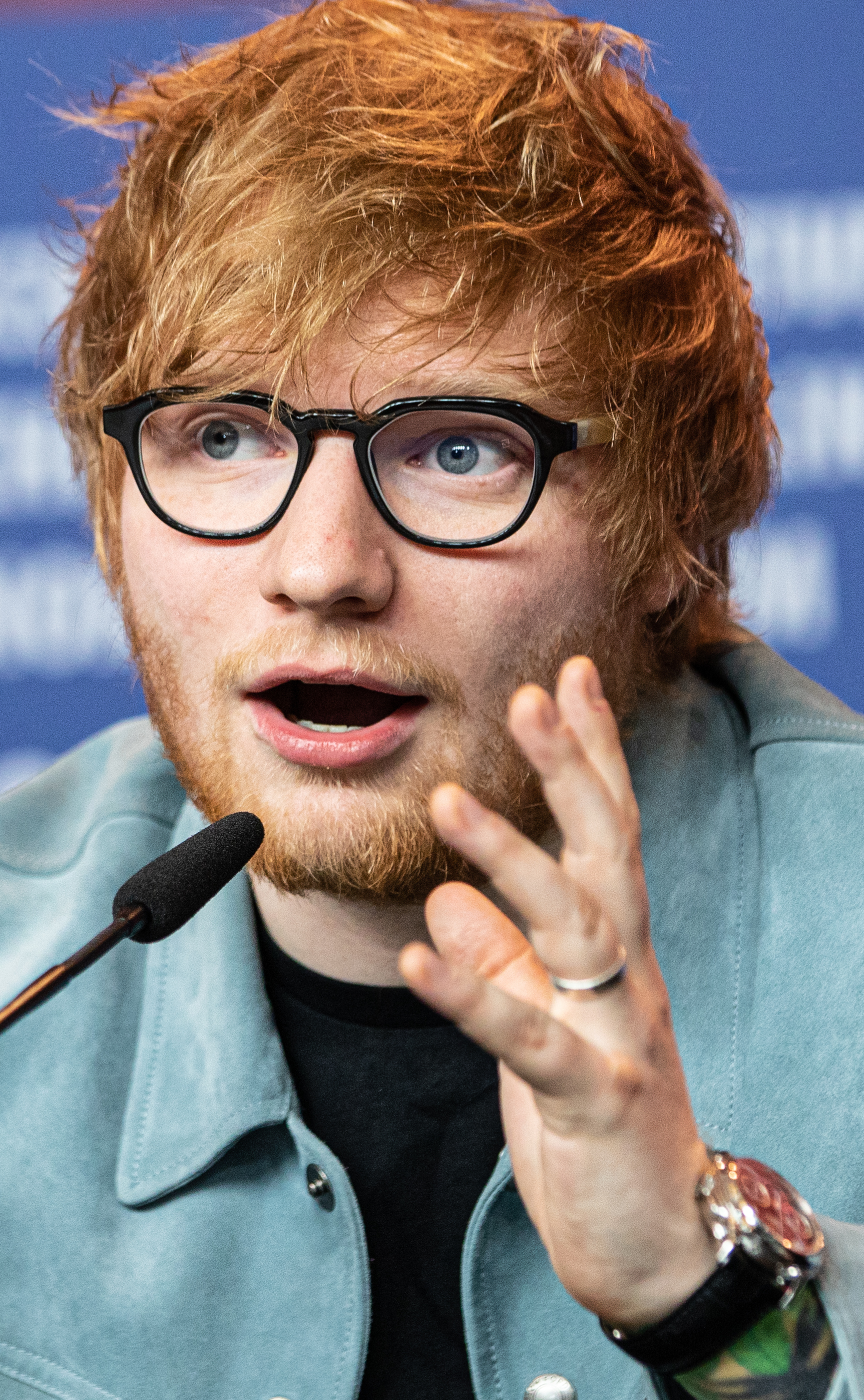
Ed Sheeran harmadik listavezető albumát szerezte meg a No.6 Collaborations Projecttel.

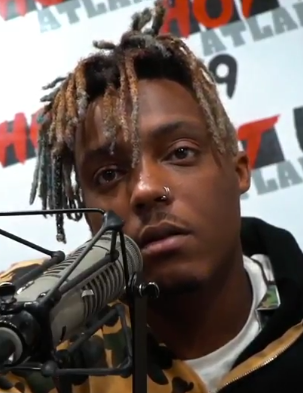
Juice Wrld ebben az évben szerezte meg első listavezető albumát a Death Race for Love-val. Ez volt az utolsó lemeze, amely 2019. december 8-i halála előtt jelent meg.

| 2019 legjobban teljesítő albuma. |

| Kiadás dátuma  | Album                                    | Előadó(k)                   | For.            |
| -------------- | ---------------------------------------- | --------------------------- | --------------- |
| január 5.      | I Am > I Was                             | 21 Savage                   | [ 4 ] [ 5 ]     |
| január 12.     | I Am > I Was                             | 21 Savage                   | [ 6 ] [ 7 ]     |
| január 19.     | Hoodie SZN                               | A Boogie wit da Hoodie      | [ 8 ] [ 9 ]     |
| január 26.     | Hoodie SZN                               | A Boogie wit da Hoodie      | [ 10 ] [ 11 ]   |
| február 2.     | Future Hndrxx Presents: The Wizrd        | Future                      | [ 12 ] [ 13 ]   |
| február 9.     | DNA                                      | Backstreet Boys             | [ 14 ] [ 15 ]   |
| február 16.    | Hoodie SZN                               | A Boogie wit da Hoodie      | [ 16 ] [ 17 ]   |
| február 23.    | Thank U, Next                            | Ariana Grande               | [ 18 ] [ 19 ]   |
| március 2.     | Thank U, Next                            | Ariana Grande               | [ 20 ] [ 21 ]   |
| március 9.     | A Star Is Born                           | Lady Gaga és Bradley Cooper | [ 22 ] [ 23 ]   |
| március 16.    | Wasteland, Baby!                         | Hozier                      | [ 24 ] [ 25 ]   |
| március 23.    | Death Race for Love                      | Juice Wrld                  | [ 26 ] [ 27 ]   |
| március 30.    | Death Race for Love                      | Juice Wrld                  | [ 28 ] [ 29 ]   |
| április 6.     | Bad Habits                               | Nav                         | [ 30 ] [ 31 ]   |
| április 13.    | When We All Fall Asleep, Where Do We Go? | Billie Eilish               | [ 32 ] [ 33 ]   |
| április 20.    | Free Spirit                              | Khalid                      | [ 34 ] [ 35 ]   |
| április 27.    | Map of the Soul: Persona                 | BTS                         | [ 36 ] [ 37 ]   |
| május 4.       | When We All Fall Asleep, Where Do We Go? | Billie Eilish               | [ 38 ] [ 39 ]   |
| május 11.      | Hurts 2B Human                           | Pink                        | [ 40 ] [ 41 ]   |
| május 18.      | Father of the Bride                      | Vampire Weekend             | [ 42 ] [ 43 ]   |
| május 25.      | Confessions of a Dangerous Mind          | Logic                       | [ 44 ] [ 45 ]   |
| június 1.      | Igor                                     | Tyler, the Creator          | [ 46 ] [ 47 ]   |
| június 8.      | When We All Fall Asleep, Where Do We Go? | Billie Eilish               | [ 48 ] [ 49 ]   |
| június 15.     | Center Point Road                        | Thomas Rhett                | [ 50 ] [ 51 ]   |
| június 22.     | Happiness Begins                         | Jonas Brothers              | [ 52 ] [ 53 ]   |
| június 29.     | Madame X                                 | Madonna                     | [ 54 ] [ 55 ]   |
| július 6.      | Help Us Stranger                         | The Raconteurs              | [ 56 ] [ 57 ]   |
| július 13.     | Indigo                                   | Chris Brown                 | [ 58 ] [ 59 ]   |
| július 20.     | Revenge of the Dreamers III              | Dreamville és J. Cole       | [ 60 ] [ 61 ]   |
| július 27.     | No.6 Collaborations Project              | Ed Sheeran                  | [ 62 ] [ 63 ]   |
| augusztus 3.   | No.6 Collaborations Project              | Ed Sheeran                  | [ 64 ] [ 65 ]   |
| augusztus 10.  | The Search                               | NF                          | [ 66 ] [ 67 ]   |
| augusztus 17.  | Care Package                             | Drake                       | [ 68 ] [ 69 ]   |
| augusztus 24.  | We Are Not Your Kind                     | Slipknot                    | [ 70 ] [ 71 ]   |
| augusztus 31.  | So Much Fun                              | Young Thug                  | [ 72 ] [ 73 ]   |
| szeptember 7.  | Lover                                    | Taylor Swift                | [ 74 ] [ 75 ]   |
| szeptember 14. | Fear Inoculum                            | Tool                        | [ 76 ] [ 77 ]   |
| szeptember 21. | Hollywood’s Bleeding                     | Post Malone                 | [ 78 ] [ 79 ]   |
| szeptember 28. | Hollywood’s Bleeding                     | Post Malone                 | [ 80 ] [ 81 ]   |
| október 5.     | Hollywood’s Bleeding                     | Post Malone                 | [ 82 ] [ 83 ]   |
| október 12.    | Kirk                                     | DaBaby                      | [ 84 ] [ 85 ]   |
| október 19.    | SuperM – The 1st Mini Album              | SuperM                      | [ 86 ] [ 87 ]   |
| október 26.    | AI YoungBoy 2                            | YoungBoy Never Broke Again  | [ 88 ] [ 89 ]   |
| november 2.    | Hollywood’s Bleeding                     | Post Malone                 | [ 90 ] [ 91 ]   |
| november 9.    | Jesus Is King                            | Kanye West                  | [ 92 ] [ 93 ]   |
| november 16.   | Hollywood’s Bleeding                     | Post Malone                 | [ 94 ] [ 95 ]   |
| november 23.   | What You See Is What You Get             | Luke Combs                  | [ 96 ] [ 97 ]   |
| november 30.   | Courage                                  | Céline Dion                 | [ 98 ] [ 99 ]   |
| december 7.    | A Love Letter to You 4                   | Trippie Redd                | [ 100 ] [ 101 ] |
| december 14.   | Frozen II                                | Filmzene                    | [ 102 ] [ 103 ] |
| december 21.   | Please Excuse Me for Being Antisocial    | Roddy Ricch                 | [ 104 ] [ 105 ] |
| december 28.   | Fine Line                                | Harry Styles                | [ 106 ] [ 107 ] |